# 张雷 (1961年)
张雷（1961年7月—），男，汉族，江苏淮安人，中华人民共和国政治人物。1982年8月，1985年4月加入中国共产党。南京航空学院机械设计专业毕业，大学本科学历。

## 生平
1982年8月从南京航空学院本科毕业，后参加工作，历任苏州长风机械总厂机床分厂设计员、长风机械总厂团委副书记、书记。1988年4月，任共青团苏州市委办公室主任。1988年12月，任共青团苏州市委副书记。1994年6月，任苏州市电子工业局副局长。1996年11月，任苏州电子控股(集团)有限公司总经理、副董事长、党委副书记，苏州市电子工业局副局长。1997年11月，任苏州市科委主任兼苏州新区管委会副主任。
2000年8月，任中共昆山市委副书记、代市长、市长。2001年8月，任中共昆山市委书记。2002年10月，任中共昆山市委书记、昆山经济技术开发区党工委书记（副厅级）。2003年4月，任江苏省对外贸易经济合作厅厅长。2008年3月，任中共泰州市委书记。2014年7月，任江苏省人民政府副省长。
2017年3月，任中共辽宁省委常委、辽宁省人民政府常務副省长。2018年11月，任中共沈阳市委书记。
2021年10月，卸任中共辽宁省委常委，沈阳市委书记。同年11月，任辽宁省人大常委会党组副书记。2022年1月，当选为省人大常委会副主任。